# 宮城マリオ
宮城 マリオ（みやぎ まりお、本名：宮城剛（みやぎつよし）、1976年5月24日 - ）は、日本のエア・ギタリスト。 
日本エアギター協会幹事長。新潟県佐渡市生まれ、東京都板橋区育ち。日本大学芸術学部音楽学科卒業。

## 経歴
2005年、デイリーポータルZの記事「エアギター入門」に登場し注目を集める。その記事を見たテレビ番組ディレクターからの誘いで、テレビ東京「音神GIG TV!」内の「押忍!エアギター道場」に出演。その際、かながわIQ（日本エアギター協会会長）に「宮城マリオ」という芸名を付けられる。

## 人物
日本国内においてのエア・ギター黎明期からエアギタリストとして活動。日本エアギター協会の幹事長を務める他、大学の後輩で、後に日本選手権で優勝する市川・ザ・ロックをエア・ギターに勧誘する等、日本のエア・ギター界の発展に貢献。エアギタリストとして知られているが、実際の楽器の演奏にも長けており、ギター、ベース、ピアノ、トロンボーンの演奏、譜面の読み書きができる。 2013年には、ニューロティカのツアーに、エアギタリスト、ギタリスト、キーボーディストとしてゲスト参加するなど、音楽家としても精力的に活動。また、コータロー&ザ・ビザールメンでは、手品を担当している。
ロフト・プロジェクトで映像部門に所属し、ニューロティカ、ザ50回転ズ、the 原爆オナニーズのライブDVDを手掛けるなど、映像スタッフとしての顔も持つ（現在は退社しフリーランス）。鈴村健一と逢坂良太による配信番組『バンプレラボ』には、「スタッフのマリオさん」としてたびたび登場する。

## メディア出演

### テレビ
- 音神GIG TV! 押忍！エアギター道場（2005年、テレビ東京）
- Gの嵐!（2006年、日本テレビ）
- NHK紅白歌合戦（2006年、NHK）
- モテケン（2007年、テレビ東京）

### DVD
- ROLLY式ぶっとびギタープレイパフォーマンス! ~観客を魅了できるギタリストの作り方 2~（2015年）

### 動画
- 野村ギター商会（2006年、 BIGLOBEストリーム）

### エアギター指導
- 山田太郎ものがたり（2007年、TBS）
- 表参道高校合唱部!（2015年、TBS）
- せいせいするほど、愛してる（2016年、TBS）

## エアギター日本ランキング
- 2005年　日本3位
- 2006年　日本7位
- 2007年　日本5位
- 2008年　日本8位
- 2009年　日本3位（同率4名）
- 2010年　日本6位
- 2012年シーズンからはエアギタージャパン幹事として運営に回っているため、予選には参加していない。